# Justinianòpolis (Epir)
Justinianòpolis (en llatí Iustinianopolis) era una ciutat de l'Epir que anteriorment s'havia anomenat Hadrianopolis (Adrianòpolis), reconstruïda per Justinià I.